# Dynamite (Christina Aguilera)
Dynamite è una canzone della cantante statunitense Christina Aguilera, pubblicato come singolo promozionale della raccolta del 2008 Keeps Gettin' Better - A Decade of Hits. La canzone è stata scritta da Aguilera e Linda Perry e prodotta da quest'ultima.
Il singolo è stato pubblicato solo per il mercato statunitense su iTunes il 3 dicembre 2008.

## Descrizione
Dynamite, insieme a Keeps Gettin' Better, è stata una delle canzoni che ha anticipato il primo greatest hits di Aguilera Keeps Gettin' Better - A Decade of Hits. Per la canzone dal sound futuristico era prevista la pubblicazione come secondo singolo ufficiale dell'album, cosa poi avvenuta.
La canzone è stata utilizzata dalla Fox per lo spot della serie televisiva Desperate Housewives.

## Tracce
Singolo Promozionale Giapponese
1. Dynamite - 3:09

U.S. Digital Download
1. Dynamite - 3:09

## Crediti
- Composizione - Christina Aguilera Linda Perry
- Produzione - Linda Perry
- Cantante - Christina Aguilera